# Niclas Matthias Petersen
Niclas Matthias Petersen (auch Nicolaus Matthias Petersen; * 15. Dezember 1798 in Arnis; † 19. Mai 1881 in Hamburg) war ein deutscher Gymnasiallehrer und Schriftsteller.

## Leben
Petersen war ein Sohn von Landwirten. Er absolvierte die Domschule Schleswig, bevor er das Studium der Philologie an der Universität Kiel aufnahm. Dieses setzte er an der Universität Leipzig fort. In Leipzig wurde er 1822 zum Dr. phil. promoviert. Petersen erhielt anschließend eine Anstellung am Gymnasium von Grimma. Er war dort Lehrer und Kantor. Zugleich wirkte er als Kantor an der Klosterkirche St. Augustin. Am Gymnasium von Grimma stieg er zum Oberlehrer und Professor auf, bevor er 1860 in den Ruhestand wechselte. Er ließ sich zunächst in Dresden und anschließend in Hamburg nieder.
Petersen machte sich insbesondere durch seine Schrift Verzeichniß der in der Bibliothek der k. Landesschule zu Grimma vorhandenen Musikalien und dem 16. und 17. Jahrhundert sowie durch seine Plattdütsche Fabeln, Vertellungen un Märken in Angelnner Mundart einen Namen, wobei sein Wortregister zum letzteren Werk für die Sprachforschung von Wert war.

## Werke (Auswahl)
- Tabellarischer Grundriss der Weltgeschichte, Leipzig 1831.
- Cosmogoniarum quarundam antiq. comparatio, Grimma 1842.
- Verzeichniß der in der Bibliothek der k. Landesschule zu Grimma vorhandenen Musikalien und dem 16. und 17. Jahrhundert, Roessler, Grimma 1861.
- Plattdütsche Fabeln, Vertellungen un Märken in Angelnner Mundart, Dresden 1865.
- Populäre Astronomie. Gespräch zwischen einem plattdeutsch sprechenden Bauer und seinem ihn hochdeutsch belehrenden Pastor, Heinsius, Dresden 1870.